# ماكسيميليان باير
ماكسيميليان باير (بالألمانية: Maximilian Beyer)‏ مواليد 28 ديسمبر 1993 في نوردهاوزن، هو دراج ألماني.

## روابط خارجية
- ماكسيميليان باير على موقع الاتحاد الدولي للدراجات (الإنجليزية)
- ماكسيميليان باير على موقع أرشيف الدراجات (الإنجليزية)
- ماكسيميليان باير على موقع إحصائيات الدراجات الإحترافية (الإنجليزية)
- ماكسيميليان باير على موقع نسبة الدراجات (الإنجليزية)
- ماكسيميليان باير على موقع اللجنة الأولمبية الألمانية (الألمانية)